# Like a Dragon
Like a Dragon (en japonés: 龍が如く 劇場版, Ryū ga Gotoku: Gekijōban?) también conocida como Yakuza: Like a Dragon, es una película de acción japonesa de 2007 dirigida por Takashi Miike, y basada en el videojuego Yakuza de 2005 lanzado para PlayStation 2. 
En 2005 se estrenó un mediometraje en Japón a través de internet producido por Sega y lanzado directamente en DVD en 2006, que servía como precuela del primer juego de la serie Yakuza, que a su vez, es el juego que adaptada esta película. El mediometraje titulado Like a Dragon: Prologue, fue dirigido por Takeshi Miyasaka con Takashi Miike acreditado como director general.
En 2024 volvió a lanzarse una nueva versión basada en la serie de videojuegos "Yakuza", titulada Yakuza: Like a Dragon. Es una miniserie dirigida por Masaharu Take y Kengo Takimoto, coproducida entre Japón y Estados Unidos y distribuida por Amazon Prime Video. 

## Argumento
La historia se desarrolla durante una única y muy calurosa noche de verano en "Kamurocho", la versión ficticia de Kabukichō en Shinjuku (Tokio).
La noche comienza con el robo a un banco por parte de dos pistoleros enmascarados que son más un dúo cómico que ladrones profesionales, y la desaparición de diez mil millones de yenes pertenecientes al Clan Tojo, un poderoso sindicato yakuza. Al no estar el dinero, los dos ladrones deciden tomar como rehenes a todas las personas del banco. El comisionado Noguchi llega al lugar de los hechos para iniciar una negociación.

Satoru y su novia Yumi están en una tienda de conveniencia llamada Poppo, justo cuando Kiryu, un yakuza recién salido de prisión por un crimen que no había cometido, es atacado por miembros de la familia Nishikiyama. Satoru y Yui aprovechan la confusión para vaciar la caja registradora y a partir de aquí, deciden comenzar una serie de asaltos por dinero y diversión. Kiryu, después de vencer a sus asaltantes fácilmente, conoce en la calle a Haruka una niña pequeña que busca a su madre desaparecida. Kiryu decide ayudarla y se la lleva consigo.
Mientras, el psicótico yakuza Goro Majima, un hombre con un parche en el ojo derecho al que le encanta usar un bate de béisbol como arma, va tras la pista de Kiryu.
Además, llega a la ciudad un misterioso asesino surcoreano llamado Park y un contrabandista de armas coreano-japonés, llamado Arakawa. Todos pasaran a formar parte de toda una serie de acontecimientos que desembocarán en una batalla final en la cima de la Millennium Tower, contra el yakuza Akira Nishikiyama, el mejor amigo de la infancia de Kiryu y su ex hermano de sangre.

## Reparto
| Actor              | Papel                                   |
| ------------------ | --------------------------------------- |
| Kazuki Kitamura    | Kazuma Kiryu                            |
| Natsuo             | Haruka Sawamura                         |
| Goro Kishitani     | Goro Majima                             |
| Shun Shioya        | Satoru                                  |
| Saeko              | Yui                                     |
| Haruhiko Kato      | Kazuki                                  |
| Saki Takaoka       | Yumi Sawamura / Mizuki Sawamura         |
| Show Aikawa        | Detective Noguchi                       |
| Gong Yoo           | Park, el sicario coreano                |
| Yutaka Matsushige  | Makoto Date                             |
| Claude Maki        | Akira Nishikiyama                       |
| Yoshiyoshi Arakawa | Contrabandista de armas coreano-japonés |
| Ken'ichi Endo      | Imanishi, ladrón de bancos              |
| Sansei Shiomi      | Shintaro Kazama                         |
| Tomorowo Taguchi   | Dueño de una barbería coreano-japonesa  |
| Toshihiro Nagoshi  | Jingu (como "Míster N" en los créditos) |
| Alexander Otsuka   | Yakuza                                  |
| Tsuyoshi Muro      | Nakanishi, ladrón de bancos             |

## Otros créditos
- Obra original: SEGA
- Productor ejecutivo: Hideki Okamura
- Coproductor: Jun'ichi Matsushita
- Productor ejecutivo: Toshihiro Nagoshi y Munehiro Umemura
- Asistente de producción: Yukihiro Saji
- Productora CGI: Misako Saka
- Productor en línea: Toshiki Komatsu
- Diseñador de producción (arte): Hisao Inagaki
- Grabación (sonido): Yoshiya Ohara
- Efectos de sonido: Kenji Shibasaki
- Directora CGI: Kaori Ōtagaki
- Asistente de dirección: Fumiaki Kato, Yutaka Ogi
- Director de realización/cinematografía: Ryuichi Ichino
- CG: OLM
- Desarrollo: IMAGICA Lab. Inc.
- Estudio: Nikkatsu Studio
- Cooperación de producción: Rakueisha

## Lanzamiento
Like a Dragon se estrenó en los cines de Japón el 3 de marzo de 2007, y el 23 de junio de 2008 en el Festival de Cine Asiático de Nueva York.
Fue lanzada en Japón en DVD en 2007 solo para alquiler, publicado por SEGA y distribuido por Art Port.El 28 de septiembre de 2007 se lanzó a la venta, de nuevo por SEGA y distribuido por Amuse Soft Entertainment, en una edición estándar y otra edición limitada, titulada "Deluxe Box",que contiene un DVD con la película y otro con contenido extra.
Extras
- Entrevista especial, al Director Takashi Miike, Kazuki Kitamura, Gong Yoo, Shun Shioya, Saeko y al productor ejecutivo Toshihiro Nagoshi.
- La realización de "Ryū ga Gotoku: Gekijōban". Incluye imágenes del making of y entrevistas con otros miembros del reparto: Yutaka Matsushige, Yoshiyoshi Arakawa, Natsuo, Claude Maki, Haruhiko Kato y Sansei Shiomi.
- Eventos:
  - Fiesta de recepción con saludos en el escenario y entrevista al director Miike con el productor ejecutivo Nagoshi.
  - Primer día de proyección con saludos en el escenario y rueda de prensa.
- Entrevista al vocalista, autor y compositor, Ken Yokoyama.
- Tráiler de cine y Anuncios de televisión.
- Colección de fotografías fijas.
- Tres figuras de la línea Kubrick de los personajes: Gora Majima, Kazuna Kiryu y Haruka Sawamura.[9]

También se lanzó en DVD en otros países, por diferentes distribuidoras. 
Fue lanzada en Estados Unidos el 23 de febrero de 2010 por una filial de Media Blasters (Tokyo Shock), y en Francia se publicó una versión en Blu-ray por Elephant Films.

## Banda sonora
Además de la banda sonora creada por Koji Endo, la película contó con tres temas musicales de la banda japonesa de rock and roll "Crazy Ken Band", que fueron lanzados en su álbum Galaxy de 2006 por P-Vine Records.Canciones:
- Hama no Ambassador (en japonés : ハマのアンバサダー , hama no anbasada?) en colaboración con Fire Ball y Papa B.
- Kuroi Kizuato no Blues (en japonés : 黒い傷跡のブルース, kuroi kizuato no burusu ?) incluida en la banda sonora del videojuego Yakuza 2.
- 12 gatsu 17 nichi (en japonés : 12月17日, 12 Tsuki 17-nichi?) también incluida en la banda sonora del videojuego Yakuza 2.

## Recepción
Panos Kotzathanasis en una reseña para Asian Movie Pulse, escribió: «Lograr rodar una película seria y de calidad basada en un videojuego definitivamente no es una tarea fácil, pero Miike lo logró, y "Yakuza: Like A Dragon" termina siendo un espectáculo muy entretenido».
Reseña de la web Psycho-cinematography: «A pesar de las diversas referencias visuales a los orígenes del juego, la narrativa de Like a Dragon, no logra trasladar el alma dramática de la serie Yakuza, a la pantalla grande. Si bien esto se debe principalmente a la naturaleza icónica de los personajes del juego, la estructura narrativa también carece del poder para crear una conclusión satisfactoria. Like a Dragón es, en resumen, un caso claro de traslación de una película que salió mal, un testimonio del hecho de que una gran idea no siempre se traduce en un producto con un final sorprendente. De hecho, la gente estaría mucho mejor jugando al juego».
Richard Eisenbeis en una reseña para Kotaku, escribió: «Dejando a un lado el final inexplicable, disfruté bastante de Yakuza: Like a Dragon. Fue una excelente comedia negra. Y aunque obviamente se desvió un poco del material original, creo que encaja con la sensación del juego más de lo que lo habría hecho una adaptación súper seria. Si te gusta la comedia negra o la serie de juegos Yakuza, definitivamente deberías ver esta película».